# アルマンド・アルバレス
アルマンド・アルバレス・アルバレス（Armando Álvarez Álvarez、1970年7月18日 - ）は、フランス・コルマール出身のスペイン人元サッカー選手。現役時代のポジションはDF。単にアルマンドとも呼ばれる。

## クラブ経歴
フランスへ移住したスペイン人の家系にてフランスのコルマールに生まれ、アルバレスが7歳の時に祖国スペインのレオンに家族揃って移った。1989年にレアル・オビエドのBチームへ移籍し、1992年3月15日、ラ・リーガのCAオサスナ戦に先発フル出場してトップチームデビュー並びにプロデビューを果たした。プロデビュー以降右サイドバックのレギュラーに定着し、1996年、デポルティーボ・ラ・コルーニャの監督だったジョン・トシャックの強い希望によりデポルティーボへと移籍した。
デポルティーボでは黄金期の最終ラインを支える一人となり、UEFAカップ出場やリーグ戦3位フィニッシュなどに貢献した。
2001年7月、チームメイトのヘルマン・ブルゴスと共にアトレティコ・マドリードへと移籍した。当時セグンダ・ディビシオンに所属していたアトレティコではあったが、ここでアルバレスはレギュラーの座を掴み、クラブのプリメーラ復帰に一役買った。しかし、プリメーラに昇格した2002-03シーズンは膝の負傷の影響で戦列に復帰できない試合が多く、このシーズンのリーグ戦はわずか13分の出場と苦しいシーズンとなった。
2003年6月30日、アトレティコを退団し、フリーとなっていたアルバレスは現役引退を発表した。

## 代表経歴
1996年12月18日、マルタ代表との1998 FIFAワールドカップ予選でスペイン代表デビューを飾った。

## タイトル

### クラブ
アトレティコ・マドリード
- セグンダ・ディビシオン : 1回 (2001-02)